# Cellotechniek

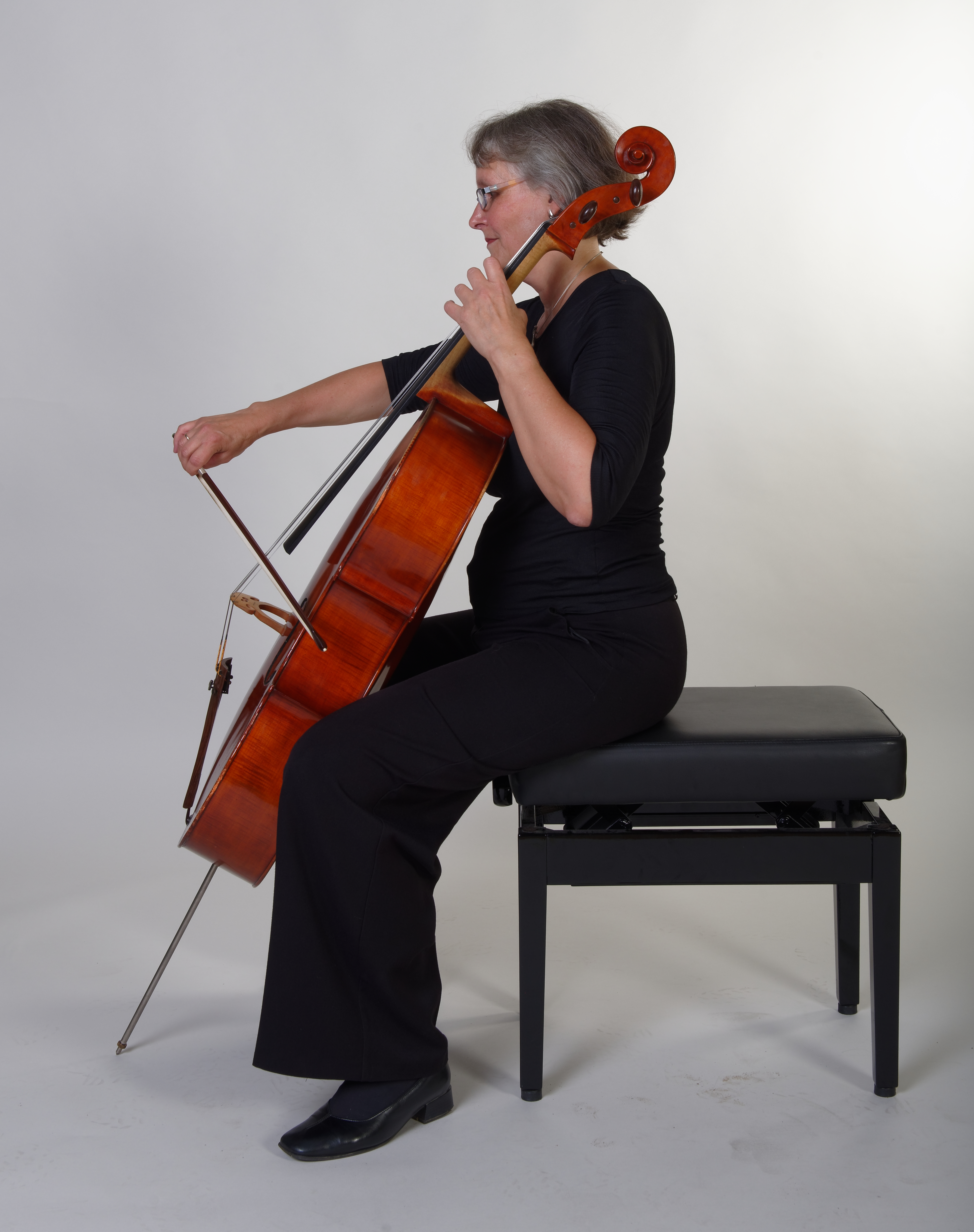
Een cellist die speeltechniek demonstreert

Cello bespelen wordt zittend gedaan, met het instrument op de grond. De vingertoppen van de linkerhand stoppen de snaren op de toets, om de toonhoogte van de vingernoot te bepalen. De rechterhand tokkelt of buigt de snaren om de noten te laten klinken.

## Lichaamspositie

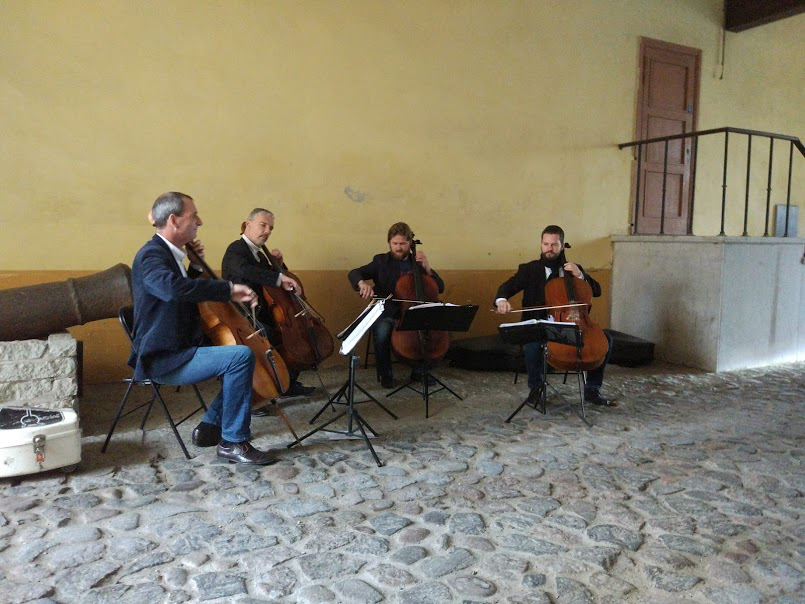
Vier cellisten oefenen.

De cello wordt zittend bespeeld. Het gewicht wordt voornamelijk ondersteund door de staartpin, die op de vloer rust. De cello wordt op het onderste gedeelte tussen de knieën van de zittende speler gestabiliseerd, en op het bovenste gedeelte tegen de bovenste borst. De hals van de cello bevindt zich boven de linkerschouder van de speler, terwijl de stemknop van de C-snaar zich net achter het linkeroor bevindt. De strijkstok wordt horizontaal over de snaren getrokken. De voorkeurshand van een speler verandert niets aan de manier waarop de cello wordt vastgehouden of gebruikt.

## Linkerhandtechniek

Cello eerste positie vingerzettingstabel.

De vingertoppen van de linkerhand houden de snaren over hun lengte tegen en bepalen de toonhoogte van elke vingernoot. Door de snaar dichter bij de brug te stoppen, ontstaat een hoger geluid, omdat de trillende snaarlengte is ingekort. In de nekposities (waarbij iets minder dan de helft van de toets wordt gebruikt die zich het dichtst bij de bovenkant van het instrument bevindt), rust de duim op de achterkant van de nek. In duimpositie (een algemene naam voor noten op de rest van de toets) rust de duim gewoonlijk naast de vingers op de snaar en wordt de zijkant van de duim gebruikt om noten te spelen. De vingers worden normaal gesproken gebogen gehouden, met elke knokkel gebogen. Hierbij komen de vingertoppen in contact komen met de snaar. Als een vinger op twee (of meer) snaren tegelijk nodig is om reine kwinten te spelen, wordt deze plat gebruikt. Bij langzamer of expressiever spelen kan het contactpunt iets van de nagel naar de vingertop bewegen, waardoor een vollere vibrato mogelijk is.
Vibrato is muzikaal effect dat wordt veroorzaakt door het periodiek afwisselen van de toonhoogte van een toon. Het ontstaat niet door een beweging van de bovenarm; het is eerder een beweging van de onderarm. Het vaste contactpunt van de vingertop op de snaar absorbeert deze beweging door heen en weer te wiegen, waarbij de duim doorgaans op één lijn ligt met de middelvinger. Deze verandering in de houding van de vingertop ten opzichte van de snaar varieert de toonhoogte. Het gebruik van vibrato is ook heel persoonlijk; sommigen doen het misschien liever sneller, terwijl anderen het liever langzamer doen.

### Harmonischen
Er zijn twee klassen harmonischen die gespeeld kunnen worden op de cello: natuurlijke en kunstmatige harmonischen.

#### Natuurlijk
Natuurlijke harmonischen worden geproduceerd door de snaar op bepaalde plaatsen licht aan te raken (maar niet in te drukken) met de vinger, en vervolgens de snaar te buigen. Het midden van de snaar zal bijvoorbeeld een harmonische produceren die één octaaf boven de vingerloze (open) snaar ligt. Natuurlijke harmonischen produceren alleen noten die deel uitmaken van de harmonische boventoonreeks op een bepaalde snaar.

#### Kunstmatig
Kunstmatige harmonischen kunnen elke noot boven de middelste C produceren. Hierbij drukt de speler de snaar volledig in met één vinger, terwijl hij dezelfde snaar lichtjes aanraakt met een andere vinger.

### Glissando
Glissando is een effect dat wordt gespeeld door de vinger omhoog of omlaag over de toets te schuiven zonder de snaar los te laten. Dit zorgt ervoor dat de toonhoogte soepel stijgt en daalt, zonder afzonderlijke, waarneembare stappen.

## Rechterhandtechniek
De boogarm verdeelt zichzelf in drie onafhankelijke delen: de arm, de onderarm en de hand. Flexibiliteit in alle drie de delen is vereist voor ontspannen spelen en recht buigen. De rechterhand houdt de strijkstok vast en bepaalt de duur en het karakter van de noten. De strijkstok wordt ongeveer halverwege tussen het uiteinde van de toets en de brug over de snaren getrokken, in een richting loodrecht op de snaren en evenwijdig aan de brug.
De strijkstok wordt vastgehouden met alle vijf de vingers van de rechterhand. De duim is tegenover de vingers en dichter bij het lichaam van de cellist. De vorm van de hand moet lijken op die van zijn ontspannen toestand, waarbij alle vingers gebogen zijn, inclusief de duim. De pols kantelt lichtjes naar de snaren bij het maken van een opwaartse boog, waardoor de boog recht bleef tijdens het bewegen. De gewichtsoverdracht van de arm naar de boog gebeurt door de pronatie (het naar binnen draaien) van de onderarm, waardoor de wijsvinger en in mindere mate de middelvinger op de boog worden gedrukt. De nodige tegenkracht wordt geleverd door de duim. De andere twee vingers worden in verschillende mate gebruikt om de hoek van de strijkstok ten opzichte van de snaar te behouden en zijn van cruciaal belang voor het besturen van de strijkstok, wanneer deze niet op de snaar staat.
Flexibiliteit van de pols is noodzakelijk bij het veranderen van de boogrichting van opwaartse naar neerwaartse boog en omgekeerd. Voor zeer snelle boogbewegingen wordt de pols gebruikt om de horizontale beweging van de boog te bewerkstelligen. Bij langere slagen wordt zowel de arm als de pols gebruikt.
Toonproductie en geluidsvolume zijn afhankelijk van een combinatie van verschillende factoren. De drie belangrijkste zijn: strijkstoksnelheid, gewicht dat op de snaar wordt uitgeoefend en het contactpunt van het strijkstokhaar met de snaar. Hoe dichter bij de brug de snaar wordt gebogen, hoe luider en helderder de toon, waarbij de extreme (sul ponticello) een metaalachtig, glanzend geluid produceert. Als men dichter bij de toets buigt (sul tasto), zal het geproduceerde geluid zachter, zachter en minder gedefinieerd zijn, wat beginners vaak moeten vermijden.

### Strijken

#### Legato
Legato is een techniek waarbij noten op een samenhangende manier moeten worden gebogen, zonder dat het geluid tussen elke noot wordt onderbroken. Dit kan worden bereikt door middel van détaché, door elke noot soepel op een afzonderlijke strijkstok te spelen, zonder pauzes of accenten tussen de strijkstokwisselingen.

#### Staccato
In staccato beweegt de speler de strijkstok een klein stukje en stopt deze op de snaar. Hierbij wordt een kort geluid maakt, terwijl de rest van de geschreven duur in beslag wordt genomen door stilte. In sommige gevallen moet de met staccato gemarkeerde noot met de helft van zijn waarde worden gespeeld, terwijl de resterende helft een rust is. Met andere woorden: een kwartnoot zou een achtste noot worden met een achtste rust. Dit kan genoteerd worden door een kleine stip boven of onder een notitie te schrijven, afhankelijk van de positie op de notenbalk.

#### Spiccato
Bij een hoog tempo wordt het moeilijker om de strijkstok te gebruiken om voor elke noot het geluid uit de snaar te produceren. Het wordt noodzakelijk om in plaats daarvan met de strijkstokhaar op de snaar te slaan, terwijl men toch een zekere horizontale beweging met de strijkstok behoudt, om elke noot duidelijk te kunnen spelen. Om spiccato te spelen, moet de strijkstok worden bestuurd met de pols en vingers in plaats van met de hele arm, zoals het geval is bij het spelen van legato. Als resultaat stuitert de strijkstok tegen de snaar en produceert het een helder, percussief geluid, waardoor elke noot zelfs in snelle passages hoorbaar wordt.

#### Sautillé
Sautillé is een techniek die wordt gebruikt om noten te strijken in een upbeat tempo dat niet snel genoeg is om spiccato noodzakelijk te maken. Wanneer de tempi te snel worden voor een gecontroleerde détaché, wordt het noodzakelijk dat de strijkstok met de pols lichtjes van de snaar stuitert op een manier die lijkt op spiccato. Wanneer de tempi echter niet snel genoeg zijn voor volledig gescheiden, helder klinkende spiccato, blijven de noten enigszins verbonden. Dit creëert een schobbend geluid dat voortkomt uit de sautilléslag.

#### Sul ponticello en sul tasto

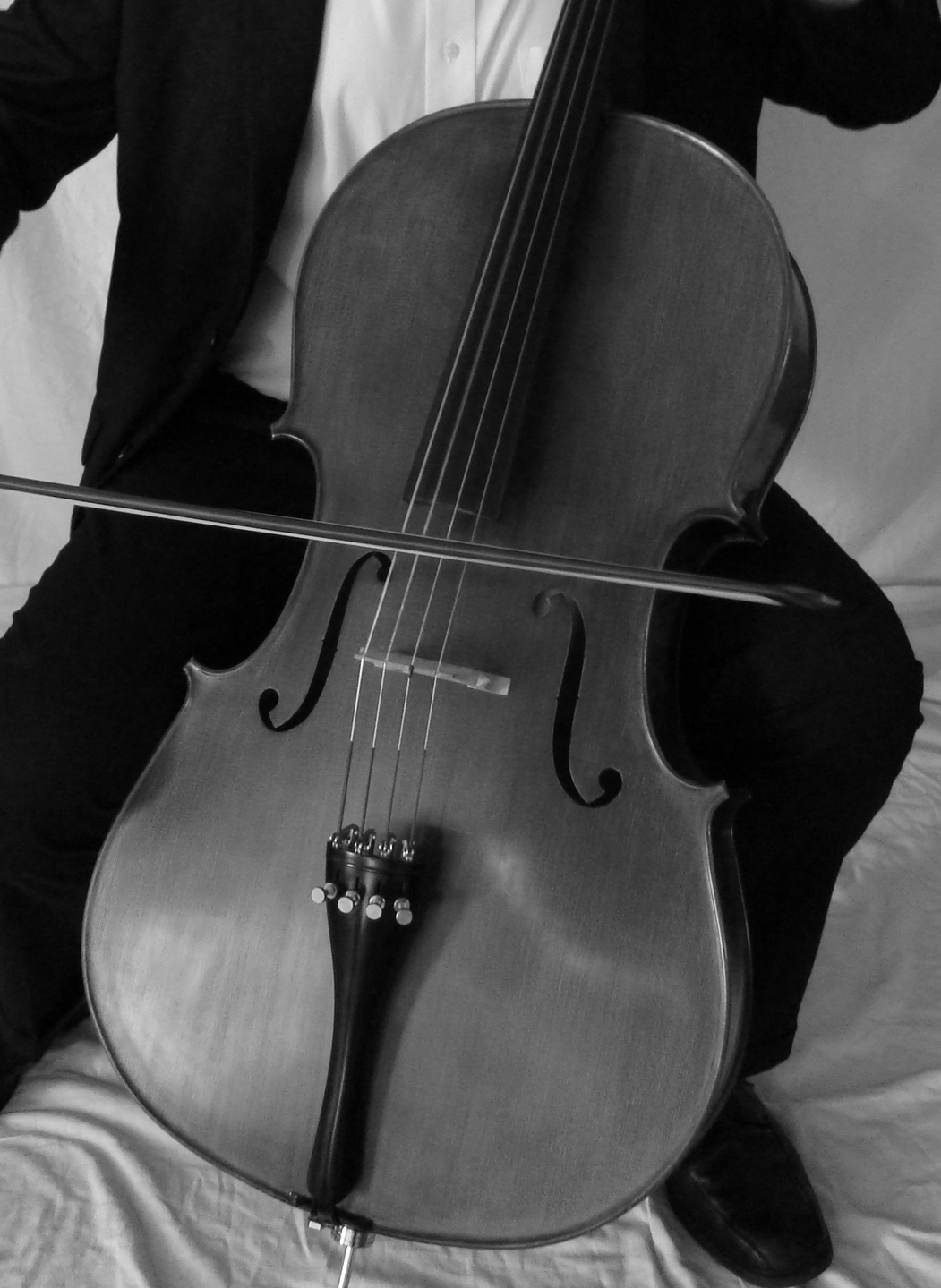
Sul tasto

Sul ponticello ("op de brug") verwijst naar buigen dichter bij de brug, terwijl sul tasto ("op de toets") oproept om dichter bij het uiteinde van de toets te buigen. (Tijdens het lezen van muziek kan "tasto" ook betekenen dat men met de strijkstok terug in de normale positie speelt, nadat men een tijd "ponticello" heeft gespeeld.) Ponticello vraagt om meer strijkstokgewicht en een lagere strijkstoksnelheid, en produceert een "harder" geluid, met een sterke boventooninhoud. Sul tasto, in extreme gevallen "flautando" genoemd, produceert een meer fluitachtig geluid, met meer nadruk op de grondfrequentie van de noot, en zachtere boventonen.

#### Col legno
Een speler die de col legno-techniek gebruikt, wrijft de snaren met het hout van de strijkstok in plaats van met het haar. Er zijn twee vormen: col legno battuto en col legno tratto. Col legno battuto wordt uitgevoerd als percussietechniek, zonder dat het geluid wordt aangehouden. Het veel minder gebruikelijke alternatief is col legno tratto, waarbij het hout over de snaar wordt getrokken terwijl het haar zich in een normale boogslag bevindt.

#### Con sord en senza sord
In muziekstukken betekent con sord "met demper" in het Italiaans, en senza sord betekent "zonder demper". De demper of sordino is een apparaat dat meestal van rubber is gemaakt en dient om de trillingen van snaarinstrumenten te dempen. Op de cello kan hij indien nodig op de brug worden geklikt. Hij kan worden verwijderd en aan de snaren onder de brug worden bevestigd als hij niet in gebruik is.

### Andere technieken

#### Pizzicato

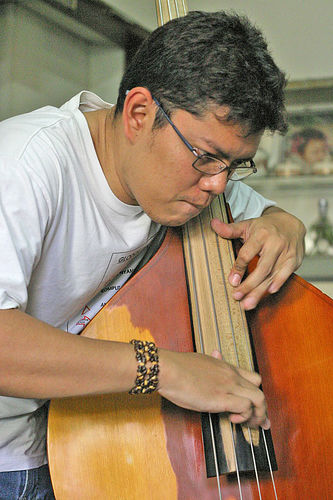
Een afbeelding van iemand die pizzicato speelt op een contrabas. Op de cello wordt pizzicato ook op deze manier gedaan, maar er is vaak minder vingervlees nodig om de snaren te tokkelen. De snaren zijn dunner en hebben minder weerstand dan die op een bas.

Bij pizzicato wordt de snaar rechtstreeks met de vingers of duim geplukt in plaats van met de strijkstok te worden bespeeld. Pizzicato wordt vaak afgekort als "Pizz.". De positie van de hand is iets boven de toets en weg van de brug. Meestal gebeurt dit met de rechterhand, terwijl de strijkstok door de rest van de hand van de snaren wordt weggehouden of (voor langere passages) wordt neergezet. Een enkele snaar kan pizzicato worden gespeeld, of er kunnen dubbele, drievoudige of viervoudige stops worden gespeeld. Af en toe moet een speler de ene snaar met de rechterhand buigen en tegelijkertijd met de linkerhand een andere tokkelen, of mogelijk zelfs met beide handen tegelijk tokkelen. Dit wordt gemarkeerd door een "+" boven de notitie. Het tokkelen van akkoorden is ook mogelijk, zoals op gitaar.

#### Dubbele stops
Bij dubbele stops worden twee noten tegelijkertijd gespeeld. Twee snaren worden tegelijkertijd gevingerd en de strijkstok wordt zo gespannen dat ze allebei tegelijk klinken. Drievoudige en viervoudige stops kunnen ook worden gespeeld (op een "gebroken" manier). Deze stops zijn echter moeilijk vol te houden, vanwege de verandering in de helling van de brug.

### Stijlverschillen
Verschillende spelers in verschillende landen hebben hun eigen speelstijl. Gewoonlijk wordt de manier waarop cellisten de klank interpreteren en zelfs hoe cellisten hun vingerzettingen gebruiken beïnvloed door hun eigen muziekcultuur in hun eigen land.

#### Franse stijl
De Franse School heeft een eeuwenlange invloed gehad, die nog steeds voortduurt. Bij de Franse stijl wordt vaak gedacht aan verfijning, finesse en elegantie. In de 18e eeuw werd de cello in Noord-Europa echter nog beschouwd als een laag en rudimentair instrument in vergelijking met de viola da gamba. De Franse celloschool ontwikkelde zich dankzij het spel van Martin Berteau (circa 1700-71). Ondanks het feit dat hij de onderhandse strijkstokgreep van de gamba behield, waren zijn zoete toon en expressie van grote invloed op zijn leerlingen Jean Pierre Duport, Joseph Tillière en Jean Baptiste Cupis. Berteau ontwikkelde een moeiteloos vingerzettingssysteem, waarbij hij de duim gebruikte en het gebruik van zowel natuurlijke als kunstmatige harmonischen introduceerde, wat in die tijd vrij ongebruikelijk was voor de cello. Hij vond dat de vingerzetting van de cello het vioolspel moest evenaren, waarbij elke vinger een halve stap of halve toon speelt.

#### Duitse stijl
Er waren oorspronkelijk twee stijlgroepen in de Duitse celloschool: zij die Bernhard Romberg (1767-1841) in Duitsland volgden en Friedrich Dotzauer (1783-1860) in Bonn. Bernhard Romberg is verantwoordelijk voor de vereenvoudiging van de cellonotatie. Componisten zoals Boccherini schreven destijds soms cellopartijen in vijf verschillende sleutels. Beethoven en Mozart schreven de muziek een octaaf hoger dan de bedoeling was. Romberg vereenvoudigde het notenschrift en beperkte de cellomuziek tot drie sleutels, waarbij de toonhoogte klinkt zoals het geschreven is.